# 이용찬 (야구 선수)
이용찬(李庸燦, 1989년 1월 2일 ~ )은 KBO 리그 NC 다이노스의 투수이다.

## 두산 베어스시절
2007년 신인 드래프트에서 임태훈과 함께 1차 지명을 받아 입단했지만 첫 해에는 오른쪽 팔꿈치 부상으로 수술을 받고 재활 훈련을 받아 단 한 경기도 등판하지 못했다.
2008년부터 본격적으로 1군 경기에 출전했다.
2009년에는 정재훈에 이어 마무리로 기용돼 26세이브를 기록해 애킨스와 함께 공동 구원왕을 차지했고, 이 활약에 힘입어 2009년 신인왕을 차지했다. 2010년까지 팀의 중간 계투진을 일컫는 'KILL' 라인의 마무리 투수를 맡았다.
2010년에는 25세이브를 기록했다.
2011년 5월 17일 한화전부터 선발로 전향해 데뷔 첫 선발 승을 거뒀다.
2013년 월드 베이스볼 클래식 엔트리에 포함됐으나 팔꿈치 뼛조각 제거 수술로 9월에서야 복귀했다.
2014년에는 17세이브를 기록했다.

## 상무 야구단시절
2014년 12월 22일에 입대해 4주간 기초 군사 훈련을 받은 후 2015년에 입단하였다. 그 해 9월 제 29회 아시아 야구 선수권 대회에 국가대표로 참가했다. 대회 개막전인 대만전에서 구원 등판했고, 풀리그 4차전 일본전에서 1점차로 지고 있던 상황에 구원 등판해 0.2이닝 무피안타, 무실점으로 막았으며, 끝내기 역전 승을 하며 승리 투수가 됐다. 마지막 경기인 인도네시아전에서 완승을 거두며 5전 전승으로 16년 만에 아시아 정상 자리를 되찾았다.

## 두산 베어스복귀
2016년 9월 21일에 제대하였다. 2017년에는 22세이브를 기록했다. 2018년에 선발 투수로 활동하며 15승을 기록했다.
2020년 6월에 토미존 서저리를 받으며 시즌 아웃 됐다.
2020년 시즌 후 FA를 신청했으나 팔꿈치 부상으로 건강에 대한 우려가 있어 2021년 시즌 전까지 FA 계약에 실패했다. 모교인 장충고등학교에서 훈련하면서 쇼케이스를 가졌다.

## NC 다이노스시절

### 2021년 시즌
2021년 5월 20일, 계약금 5억원, 보장 14억원, 옵션 13억원 등 총액 3+1년 27억에 이적했다. 이는 팀 최초의 투수 FA 계약이었다. 그의 보상 선수는 박정수가 지명됐다.
입단 초에는 필승조 셋업맨으로 주로 등판했으나 원종현이 부진하자 8월 이후 마무리 투수로 낙점됐다. 10월 6일 kt 위즈와의 경기에서 시즌 두 자릿수 세이브이자 KBO 리그 역대 18번째 통산 세 자릿수 세이브를 달성했다.
2021년 시즌 39경기에 등판해 37이닝 1승 3패, 16세이브, 3홀드, 2점대 평균자책점, 12볼넷, 35탈삼진을 기록했다.

### 2022년 시즌
마무리 투수로 시즌을 시작했다.
2022년 5월 3일 삼성 라이온즈와의 경기에서 역대 14번째 통산 110세이브를 기록했다.
8월 11일 두산 베어스와의 경기에서 역대 13번째 통산 120세이브를 기록했다.
시즌 60.2이닝 2점대평균자책점, 3승 3패, 22세이브, 61탈삼진, 13볼넷을 기록했다. 20세이브를 기록한 것은 2017년 이후 처음이었다.

### 2023년 시즌
2023년 4월 11일 kt 위즈와의 경기에서 9회초 1이닝 1탈삼진 무실점을 기록하면서 KBO리그 역대 13번째 통산 130세이브를 기록했다. 7월 6일 키움 히어로즈와의 경기에서 10회말 1이닝 1볼넷 무실점으로 KBO리그 역대 11번째 통산 140세이브를 기록했다.
9월 10일 롯데 자이언츠와의 경기에서 9회말 1아웃 상황에서 등판해 2/3이닝 무실점을 기록하면서 KBO리그 역대 10번째 통산 150세이브를 기록했다. 10월 17일 KIA 타이거즈와의 경기에서 8회말 하준영의 뒤를 이어 등판해 안타를 허용했다. 이 경기 등판으로 KBO리그 역대 51번째 통산 500번째 등판을 기록했다. 후반기 2승 2패 17세이 31 1/3이닝 평균자책점 3.45를 기록했다.
2023년 시즌 60경기 출장해 61이닝 4승 4패 29세이브 평균자책점 4.13 51탈삼진을 기록했다. 한 시즌 최다 세이브를 기록했지만, 전년에 비해 불안한 모습을 보여줬다.

#### 2023년 와일드카드 결정전
두산 베어스와의 와일드카드 결정전에서 세이브를 기록했으나 3실점을 기록했다.
| 평균자책점 | 경기 | 완투 | 완봉 | 승 | 패 | 세 | 홀 | 이닝  | 피안타 | 피홈런 | 볼넷 | 사구 | 삼진 | 실점 | 자책점 |
| ---------- | ---- | ---- | ---- | -- | -- | -- | -- | ----- | ------ | ------ | ---- | ---- | ---- | ---- | ------ |
| 20.25      | 1    | 0    | 0    | 0  | 0  | 1  | 0  | 1 1/3 | 3      | 0      | 1    | 0    | 0    | 3    | 3      |

#### 2023년 준플레이오프
SSG 랜더스와의 준플레이오프 경기에서 3경기에 출장해 2세이브를 기록했다. 1차전 4:1로 앞선 상황에서 9회말에 등판했으나 한유섬에게 안타를 허용한 후 하재훈에게 홈런을 허용했다. 뒤이어 나온 타자들을 잡아내면서 1이닝 1탈삼진 2실점을 기록하면서 세이브를 기록했다.
| 평균자책점 | 경기 | 완투 | 완봉 | 승 | 패 | 세 | 홀 | 이닝 | 피안타 | 피홈런 | 볼넷 | 사구 | 삼진 | 실점 | 자책점 |
| ---------- | ---- | ---- | ---- | -- | -- | -- | -- | ---- | ------ | ------ | ---- | ---- | ---- | ---- | ------ |
| 6.00       | 3    | 0    | 0    | 0  | 2  | 0  | 0  | 3    | 3      | 1      | 0    | 0    | 4    | 2    | 2      |

#### 2023년 플레이오프
kt 위즈와의 플레이오프 경기에서 3경기 출장해 1세이브를 기록했다. 1차전 9회말에 2사 만루에 김시훈의 뒤를 이어 등판했으나 배정대에게 만루홈런을 허용하면서 불안한 모습을 보여줬다. 뒤이어 나온 이상호를 플라이 아웃으로 잡아내며 경기를 마무리했다.
| 평균자책점 | 경기 | 완투 | 완봉 | 승 | 패 | 세 | 홀 | 이닝  | 피안타 | 피홈런 | 볼넷 | 사구 | 삼진 | 실점 | 자책점 |
| ---------- | ---- | ---- | ---- | -- | -- | -- | -- | ----- | ------ | ------ | ---- | ---- | ---- | ---- | ------ |
| 3.38       | 3    | 0    | 0    | 0  | 0  | 1  | 0  | 2 2/3 | 5      | 1      | 1    | 0    | 3    | 1    | 1      |

### 2024년 시즌
2024년 3월 23일 두산 베어스와의 개막전에서 3-3 동점이던 9회초 2사 1루에서 구원등판하여 이유찬을 견제구로 아웃시킨 뒤 9회말 데이비슨의 끝내기 안타로 구원승을 거둬 역대 최초 '0구 승리투수'가 됐다. 3월 27일 키움 히어로즈와의 경기에서 등판하면서 KBO리그 역대 91번째 1000이닝을 기록했다. 4월 13일 삼성 라이온즈와의 경기에서는 8회말 등판해 아웃카운트 1 1/3이닝 1실점으로 세이브를 기록하면서, 시즌 3세이브이자 KBO리그 역대 9번째 160세이브를 기록했다. 5월 21일 키움 히어로즈와의 경기에서 9회에 등판해 1이닝 1실점을 기록하면서 시즌 10세이브를 기록했다. 이 기록은 KBO리그 역대 20번째 4시즌 연속 10세이브 기록이었다.

## 국가대표 경력

### 2018년 아시안 게임 야구
2018년 자카르타-팔렘방 아시안게임에서 처음으로 국가대표에 발탁됐다.
8월 28일 홍콩과의 경기에서 1이닝 1탈삼진 무실점으로 승리 투수가 됐다. 8월 30일 일본과의 슈퍼라운드 경기에서 구원 등판해 3.2이닝 4피안타, 1탈삼진, 1실점으로 호투하며 승리 투수가 됐다.
| 평균자책점 | 경기 | 완투 | 완봉 | 승 | 패 | 세 | 홀 | 이닝  | 피안타 | 피홈런 | 사사구 | 삼진 | 실점 | 자책점 |
| ---------- | ---- | ---- | ---- | -- | -- | -- | -- | ----- | ------ | ------ | ------ | ---- | ---- | ------ |
| 1.93       | 2    | 0    | 0    | 2  | 0  | 0  | 0  | 4 2/3 | 4      | 0      | 0      | 3    | 1    | 1      |

### 2023년WBC
2경기에 등판해 3이닝 1세이브, 평균자책점 0을 기록했다.

## 논란
- 2014년 피부 질환 치료제로 먹었던 약에 금지 약물인 글루코코티코스테로이드(Glucocorticosteroids)인 베타메타손이 포함되어 있던 것으로 드러나 10경기 출장 정지의 징계를 받았다.[12] 그가 제출한 진료 기록에 의하면 약물이 질환 치료 목적으로 사용된 것은 인정하지만 'KBO 도핑 금지 규정'에 명시된 치료목적사용면책(TEU) 신청서를 제출하지 않았기 때문에 징계를 받았다.

## 트리비아
- 2010년 7월 24일 마구마구 프로 야구 올스타전에서 최다 탈삼진 투수상의 영예를 안고 상금 300만원과 함께 부상으로 삼성전자의 스마트폰인 삼성 갤럭시 S를 받았다.

## 출신 학교
- 서울신원초등학교
- 양천중학교
- 장충고등학교

## 주요 기록
| 기록                            | 날짜            | 소속팀 | 상대팀 | 상대타 | 구장 | 기타                               |
| ------------------------------- | --------------- | ------ | ------ | ------ | ---- | ---------------------------------- |
| 역대 18번째 100세이브           | 2021년 10월 6일 | NC     | kt     | 배제성 | 수원 | 종전 기록 : 2021년 9월 23일 김재윤 |
| 역대 14번째 110세이브           | 2022년 5월 3일  | NC     | 삼성   | 강민호 | 대구 | 종전 기록 : 2022년 4월 27일 김재윤 |
| 역대 13번째 120세이브           | 2022년 8월 11일 | NC     | 두산   | 안재석 | 잠실 | 종전 기록 : 2022년 7월 1일 김재윤  |
| 역대 13번째 130세이브           | 2023년 4월 11일 | NC     | kt     | 김준태 | 창원 | 종전 기록 : 2022년 8월 31일 김재윤 |
| 역대 11번째 140세이브           | 2023년 7월 6일  | NC     | 키움   | 송성문 | 고척 | 종전 기록 : 2023년 4월 20일 김재윤 |
| 역대 10번째 150세이브           | 2023년 9월 10일 | NC     | 롯데   | 안치홍 | 창원 | 종전 기록 : 2023년 7월 12일 김재윤 |
| 역대 9번째 160세이브            | 2024년 4월 13일 | NC     | 삼성   | 김영웅 | 삼성 | 종전 기록 : 2023년 8월 25일 김재윤 |
| 역대 20번째 4시즌 연속 10세이브 | 2024년 5월 21일 | NC     | 키움   | 최주환 | 고척 | 종전 기록 : 2024년 5월 9일 정해영  |

| 기록                     | 날짜             | 소속팀 | 상대팀 | 상대타자 | 구장 | 기타                               |
| ------------------------ | ---------------- | ------ | ------ | -------- | ---- | ---------------------------------- |
| 역대 51번째 500경기 출장 | 2023년 10월 17일 | NC     | KIA    |          | 광주 | 종전 기록 : 2022년 10월 5일 원종현 |

| 기록                      | 날짜            | 소속팀 | 상대팀 | 상대타자 | 구장 | 기타                               |
| ------------------------- | --------------- | ------ | ------ | -------- | ---- | ---------------------------------- |
| 역대 91번째 1000이닝 출장 | 2024년 3월 27일 | NC     | 키움   |          | 창원 | 종전 기록 : 2023년 9월 24일 최원태 |

| 기록                    | 날짜            | 소속팀 | 상대팀 | 상대타자 | 구장 | 기타 |
| ----------------------- | --------------- | ------ | ------ | -------- | ---- | ---- |
| 역대 최초 0구 승리 투수 | 2024년 3월 23일 | NC     | 두산   |          | 창원 |      |

## 통산 기록
| 연도 | 팀명   | 평균자책점 | 경기 | 완투 | 완봉 | 승 | 패 | 세  | 홀 | 승률  | 타자 | 이닝  | 피안타 | 피홈런 | 볼넷 | 사구 | 탈삼진 | 실점 | 자책점 |
| ---- | ------ | ---------- | ---- | ---- | ---- | -- | -- | --- | -- | ----- | ---- | ----- | ------ | ------ | ---- | ---- | ------ | ---- | ------ |
| 2008 | 두산   | 1.23       | 8    | 0    | 0    | 1  | 0  | 0   | 0  | 1.000 | 51   | 14⅔   | 7      | 1      | 2    | 0    | 12     | 2    | 2      |
| 2009 | 두산   | 4.20       | 51   | 0    | 0    | 0  | 2  | 26  | 0  | 0.000 | 176  | 40⅔   | 33     | 4      | 19   | 4    | 34     | 22   | 19     |
| 2010 | 두산   | 3.24       | 47   | 0    | 0    | 2  | 1  | 25  | 0  | 0.667 | 166  | 41⅔   | 34     | 7      | 10   | 1    | 28     | 16   | 15     |
| 2011 | 두산   | 4.19       | 28   | 0    | 0    | 6  | 10 | 0   | 0  | 0.375 | 575  | 129   | 136    | 7      | 60   | 8    | 99     | 67   | 60     |
| 2012 | 두산   | 3.00       | 26   | 3    | 1    | 10 | 11 | 0   | 0  | 0.476 | 679  | 162   | 154    | 5      | 63   | 6    | 113    | 58   | 54     |
| 2013 | 두산   | 2.70       | 5    | 0    | 0    | 0  | 0  | 0   | 0  | -     | 19   | 3⅓    | 7      | 0      | 3    | 0    | 4      | 1    | 1      |
| 2014 | 두산   | 4.24       | 48   | 0    | 0    | 5  | 5  | 17  | 0  | 0.500 | 221  | 51    | 56     | 3      | 16   | 3    | 47     | 28   | 24     |
| 2016 | 두산   | 2.70       | 5    | 0    | 0    | 1  | 0  | 0   | 2  | 1.000 | 26   | 6⅔    | 7      | 0      | 0    | 0    | 5      | 2    | 2      |
| 2017 | 두산   | 4.40       | 68   | 0    | 0    | 5  | 5  | 22  | 2  | 0.500 | 324  | 71⅔   | 83     | 5      | 27   | 4    | 57     | 38   | 35     |
| 2018 | 두산   | 3.63       | 25   | 1    | 0    | 15 | 3  | 0   | 0  | 0.833 | 608  | 144   | 151    | 14     | 36   | 8    | 102    | 62   | 58     |
| 2019 | 두산   | 4.07       | 26   | 0    | 0    | 7  | 10 | 0   | 0  | 0.412 | 651  | 148⅓  | 168    | 15     | 45   | 6    | 102    | 75   | 67     |
| 2020 | 두산   | 8.44       | 5    | 0    | 0    | 1  | 3  | 0   | 0  | 0.250 | 125  | 26⅔   | 41     | 7      | 6    | 0    | 15     | 25   | 25     |
| 2021 | NC     | 2.19       | 39   | 0    | 0    | 1  | 3  | 16  | 3  | 0.250 | 151  | 37    | 27     | 2      | 11   | 1    | 35     | 11   | 9      |
| 2022 | NC     | 2.08       | 59   | 0    | 0    | 3  | 3  | 22  | 0  | 0.500 | 253  | 60⅔   | 56     | 3      | 13   | 3    | 61     | 16   | 14     |
| 2023 | NC     | 4.13       | 60   | 0    | 0    | 4  | 4  | 29  | 0  | 0.500 | 254  | 61    | 53     | 5      | 19   | 3    | 51     | 28   | 28     |
| 2024 | NC     | 6.13       | 57   | 0    | 0    | 3  | 9  | 16  | 2  | 0.250 | 262  | 54⅓   | 82     | 6      | 21   | 2    | 49     | 48   | 47     |
| 통산 | 14시즌 | 3.85       | 557  | 4    | 1    | 64 | 69 | 174 | 9  | 0.481 | 4541 | 1052⅔ | 1095   | 84     | 351  | 49   | 814    | 499  | 450    |

- 빨간 글씨는 한국 프로야구 역사상 최고 기록
- 굵은 글씨는 해당 시즌 최고 기록